# پرچم فیجی
پرچم فیجی برای اولین بار در ۱۰ اکتبر ۱۹۷۰ به رسمیت شناخته شد.به عنوان پرچم ملی شناخته می‌شود و همچنین دارای تناسب ۱:۲ می‌باشد.